# Katedra Sé w Starym Goa
Katedra Sé (ang. Se Cathedral, Sé Cathedral, port. Sé Catedral, hindi से कैथेड्रल) – rzymskokatolicka katedra pod wezwaniem św. Katarzyny w Starym Goa w indyjskim stanie Goa, największy kościół Indii wchodzący w skład zespołu obiektów sakralnych wpisanego na listę światowego dziedzictwa UNESCO, siedziba arcybiskupa Goa i Damanu oraz główna świątynia archidiecezji Goa i Damanu, siedziba patriarchy Wschodnich Indii. Katedra znajduje się przy ulicy Rua Direita.

## Historia
W 1510 roku Portugalczycy pod wodzą Afonso de Albuquerque odnieśli zwycięstwo nad armią muzułmańską i zajęli prowincję Goa. Dla upamiętnienia tego faktu w centralnym mieście prowincji postawiono kaplicę pod wezwaniem św. Katarzyny Aleksandryjskiej, bowiem dzień zwycięstwa przypadł w jej święto. Po powstaniu diecezji w 1533 roku, kościółek został katedrą. 
Nową katedrę zaczęto wznosić w 1562 roku, za czasów panowania króla Sebastiana I Aviza, a ukończono po 90 latach, w 1652 roku. Świątynię konsekrowano w 1640 roku. Kościół początkowo miał dwie wieże, ale wieża południowa zawaliła się w 1776 roku, po uderzeniu pioruna, i nigdy nie została odbudowana.

## Architektura
Katedra zbudowana jest w stylu manuelińskim na planie krzyża łacińskiego. Architektonicznie była podobna do trzech innych budowanych w tym czasie w Portugalii katedr, w miejscowościach: Miranda do Douro, Portalegre, Leiria. Kościół ma ponad 76 m długości i 55 m szerokości. Elewacja frontowa ma 35 m wysokości. Świątynia posiada dwie kolumnady, zewnętrzna wykończona jest w porządku toskańskim, podczas gdy znajdująca się wewnątrz w porządku korynckim.

## Wnętrze
Od wewnątrz katedra sprawia wrażenie zbudowanej na planie krzyża greckiego. Po obydwu stronach nawy rozmieszczone są kaplice: św. Antoniego, św. Bernarda, Krzyża Cudów i Ducha Świętego (od wejścia po prawej stronie) oraz Matki Bożej, św. Sebastiana, Świętego Sakramentu i Matki Bożej Życia (od wejścia po lewej stronie). Według tradycji w 1919 roku w kaplicy Krzyża Cudów miało miejsce widzenie Chrystusa.
Ołtarz główny jest dedykowany św. Katarzynie z Aleksandrii. Na sześciu głównych tablicach wyrzeźbiono sceny z życia św. Katarzyny. Nad głównym ołtarzem mieści się pozłacana nastawa ołtarzowa. 
W wieży katedry jest zawieszony dzwon znany jako „Złoty Dzwon” z powodu jego bogatego brzmienia – największy dzwon w Goa.